# Veiji
Veiji (tudi Veius; italijansko Veio) je bilo pomembno starodavno etruščansko mesto na južnih mejah Etrurije in le 16 km severozahodno od Rima v Italiji. Zdaj leži v  v rimski občini Isola Farnese. Številna druga mesta, povezana z mestom in mestno državo Veiji, so v Formellu, danes delu metropolitanskega Rima, takoj severno. Formello je poimenovan po drenažnih kanalih, ki so jih prvi ustvarili Veiani.
Veiji so bili najbogatejše mesto etruščanske lige. Bilo naj bi v vojni in v zavezništvu z rimskim kraljestvom in poznejšo republiko več kot 300 let. Sčasoma je v bitki pri Veii padel pod vojsko rimskega generala Camilla leta 396 pr. n. št. Veiji so bili do nadaljnjega zasedeni od Rimljanov.
Najdišče je zdaj zaščiteno območje, del Parco di Veio, ki ga je leta 1997 ustanovila deželna oblast Lacija. 

## Najdišče

### Mesto Veii
Mesto Veii leži predvsem na planoti iz tufa s površino 190 hektarjev.
Reka Valchetta teče nekaj kilometrov vzhodno in se izliva v reko Tibero na južni strani kraja Labaro, vzdolž Via Flaminia, ozemlje ki je še pripadalo Veiiju.
Bližina Tibere in trgovska pot do notranjosti, ki je postala Via Flaminia, sta povečala blaginjo mesta, hkrati pa sta jo postavila v konkurenco Rimu za prevlado v Laciju.
Tempelj Juno je bil največji in najbolj cenjen v mestu.
Največji vidni spomenik je svetišče Minerve iz 7. stoletja pr. n. št., ki je ob pomembni poti izven mesta (v sodobnem Portonacciu). Svetišče je bilo eno najstarejših in najodmevnejših v Etruriji, izstopalo je po razkošnih barvnih okrasnih terakota predmetih, ki jih je danes mogoče videti v  Julijevi vili (villa Giulia) v Rimu. V svetišče je bil vključen Apolonov tempelj iz okoli leta 510 pred našim štetjem, ki je pripadal Apolonu iz Veija (zdaj je v Narodnem etruščanskem muzeju).
Impresivne termalne kopeli in forum, zgrajen pod Avgustom, so bili delno izkopani v zadnjih letih.
Najdeno je bilo veliko bogatih grobnic – tumulov in komor. Najbolj znana je Grotta Campana, odkrita leta 1843, komorna grobnica z najstarejšimi znanimi etruščanskimi freskami.
Na mestni planoti so tudi dolgi predori, ki morda potrjujejo Livijev opis rimske zmage v bitki pri Veii.
Obzidje Veija, od katerega so ostali majhni odseki, so mejili na dva sekajoča se potoka, ki sta s pomočjo struge kot jarek omejila obzidje čez planoto, ki ustvari trikotnik.

### Piazza d'Armi
Vsaka etruščanska trdnjava je bila zgrajena na vzpetini in Veiji niso bili izjema. Njegov arx ali citadela je bila postavljena na pečino, ki jo je omejila brežina sotočja dveh potokov, skoraj ločena od glavnega grebena z jarkom, skozi katerega je v rimskem obdobju vodila cesta. Arheološko najdišče, Piazza d'Armi ('vojaški trg'), danes označuje lokacijo.

## Zgodovina

### Zgodnja zgodovina
Najstarejši dokazi o zasedbi z demografskimi analizami, vključno s pokopališči, izvirajo iz 10. stoletja pred našim štetjem v pozni bronasti dobi. Majhna naselja so bila raztresena na širšem območju planote, prebivalstvo planote pri Veii ocenjujejo na približno 1000. V 9. stoletju pred našim štetjem, zgodnji železni dobi (Villanovska kultura), so najdbe lokalizirane na planoti, vendar se zdi, da so povezane z neodvisnimi naselji, od katerih ima vsako svoje pokopališče. Poselitev se je postopoma stopnjevala v 8. (preostanek Villanovske kulture) in v 7. (orientalsko obdobje) stoletju pred našim štetjem in sicer s somestjem naselij, saj je mesto dobilo urbani videz z mestnimi bloki v mrežni obliki, razporejeni okoli osrednjega trga, v katerem je bila cisterna z vodo. Ti dokazi kažejo, da je mesto Veii v 7. stoletju pred našim štetjem oblikovalo svojo klasično obliko, predvidoma etruščansko. 
Prebivalstvo zgodnjega Veij je v isti družini prakticirala obe vrsti pokopa: s truplom in upepeljevanje. Delež je v 9. stoletju pred našim štetjem znašal 50 %, po prevladi kremacije (90 %) zgodneje. V 8. stoletju se je pokop s truplom dvignil na 70 %, kar lahko pripišemo vplivu Lacija, kjer je v 9. stoletju pred našim štetjem prevladovala prav ta oblika.
V 9. in 8. stoletju pred našim štetjem se je gostota prebivalstva in grobih dobrin povečevala: več in premožnejši ljudje in tudi več nesorazmerja v bogastvu: porast bogatejšega razreda. V 8. stoletju pred našim štetjem so iz Grčije uvedli tako lončarsko kolo kot pisanje. V celotnem obdobju so se naselja premikala po planoti; vendar je naselje (Casale del Fosso) vzdrževalo pokopališče severno od planote neprekinjeno od konca 9. stoletja pred našim štetjem do začetka 6. stoletja pred našim štetjem.

### Spopad z Rimljani
Dokumentirana zgodovina Veii, kot je zgodovina vseh italijanskih mest v njihovih zgodnjih stoletjih, je redka in nezanesljiva.
Po Liviju (pisal je 700 let pozneje) so bili, v času vlade rimskega mitskega prvega kralja Romula v 8. stoletju pred našim štetjem, v vojni z Rimom poraženi Fidenati in Veienti .
Plutarh (piše še pozneje v 1. st. n. št.) [6] pravi o njih:
 Prvi (ki so nasprotovali Romulu) so bili Veienti, prebivalci Toskane (mesto je zdaj v Laciju), ki so imeli veliko posest in so prebivali v prostranem mestu; izkoristili so priložnost, da so začeli vojno in trdili, da jim pripada Fidenae .... 
Fidenae in Veii naj bi bila v 7. stoletju pred našim štetjem, v času vladavine tretjega rimskega kralja Tula Hostilija, znova poražena od Rima.
V 6. stoletju pred našim štetjem se je rimski kralj Servij Tulij vojskoval proti Veiiju (po izteku prejšnjega premirja) in Etruščanom. Pravili naj bi, da je v kampanji pokazal hrabrost in da je razbil veliko sovražnikovo vojsko. Vojna mu je pomagala pri utrjevanju položaja v Rimu. 
Leta 509 pred našim štetjem je družina Tarkvinija Ošabnega po strmoglavljenju rimske monarhije odšla v izgnanstvo v Caere v Etruriji. Tarkvinij si je prizadeval, da bi prestol ponovno osvojil, sprva z zaroto in, ko to ni uspelo, z orožjem. Prepričal je mesti Tarkvinija in Veii, da sta ga podprli in vodil vojsko proti Rimu v bitki pri Silvi Arsi. Rimska vojska je zmagala; Livij je zapisal, da čeprav so se sile Tarkvinija dobro borile na desnem krilu in sprva potisnile nazaj rimsko levo krilo, so se Veientesi na levem krilu spopadli in pobegnili, ker so že imeli izkušnje z Rimljani v primeru poraza. Po izgubi bitke so se sile Veii vrnile domov. Livij piše, da se je pozneje leta 509 pred našim štetjem konzul Publij Valerij Publikola vrnil v boj proti Veientesu. 
Najbolj znan kralj Veija je bil Lars Tolumn, čigar družina je bila del veientinske aristokracije  in ki je leta 438 pr. n. št. sprožil vojno z Rimom. Bližnja rimska kolonija Fidenae se je uprla Rimu in se zavezala z Veijem, tako da je Tolumn nadzoroval tudi vojsko Fidenaev. Rimljani so poslali štiri odposlance, ki so zahtevali razlago, a so jih umorili. Rim je napovedal vojno proti Veii in poslal Lucija Sergija z vojsko, ki je bitko dobila, vendar so bile rimske izgube tako visoke, da je bilo razglašeno izredno stanje. Naslednja hujša bitka z Veijem leta 437 pred našim štetjem, ki jo je okrepil kontingent Falerijev, je bila neodločna, dokler tribun Aul Cornelij Coss ni Tolumna vrgel iz sedla in ga ubil s sulico.
Leta 406 pred našim štetjem je Rim razglasil vojno proti Veii, še vedno močnem in dobro utrjenem, ter njenima zaveznikoma Falerii in Capena, zaradi česar so morali Rimljani začeti obleganje, ki je trajalo več let. [3] Kot pravi Plutarh:
Veii je bila prestolnica Etrurije, ki ni bila manjvredna od Rima, niti po številu orožja ali množici vojakov, tako da se je, opirajoč se na svoje bogastvo in razkošje udeležila številnih častnih tekmovanj z Rimljani za slavo in cesarstvo .........., ko je bilo mesto opremljeno z vsemi vrstami orožja, ofenzivnim in obrambnim, prav tako s koruzo in vsemi vrstami preskrbe, so veselo zdržali obleganje.
Po desetih letih, leta 396 pred našim štetjem, so Rimljani imenovali Camilla za diktatorja. Potem ko je pri Nepetu premagal Faleriija in Capeno, je Camill zapovedal zadnji napad proti Veii. Vkopal se je v mehek tuf pod obzidjem, medtem ko je Veijance odvračal z napadi na obzidje in prodrl v mestni drenažni sistem, da se je pojavil v citadeli, kar je privedlo do poraza . Rimljani niso bili zainteresirani za predajo, ampak samo za popolno uničenje Veiija, pobili so celotno odraslo moško prebivalstvo ter naredili sužnje iz vseh žensk in otrok. Ropanje je bilo zelo bogato in obsežno, vključno s kipom Juno, ki so ga odpeljali v Rim.
Camill je podprl patricije pri nasprotovanju plebejskemu načrtu, da se Veii naseli s polovico rimskega mesta, namenjenega reševanju revščine in prostorskih vprašanj. Camill je namerno zavlačeval projekt do njegove opustitve.

### Rim in poznejša zgodovina
Mesto je bilo kmalu asimilirano pod rimski nadzor in ga v znanstveni literaturi imenujejo rimski Veii, v nasprotju z etruščanskimi Veii. V času cesarstva so Rimljani mesto poimenovali Municipium Augustum Veiens. Mesto si po rimskih osvajanjih nikoli ni povrnilo nekdanjega bogastva ali prebivalstva. Kljub temu je po porazu Rima v bitki pri Alli tja pobegnilo veliko rimskih vojakov in predlagan je bil projekt opustitve Rima zaradi Veiija; Camill je temu projektu uspešno nasprotoval.
Rimljani so v regiji zgradili bogate vile, Livia pa je tam imela posestvo, pravi Svetonij.
Veii je bil sčasoma opuščen, vse dragocenosti ali koristne predmete pa so raznesli. Nazadnje so ga zapolnili in zravnali z zemljo ter nanj pozabila do ponovnega odkritja Raffaella Fabrettija v 17. stoletju.

### Ager Veientanus
V rimski pravni terminologiji je bilo ozemlje mestne države kjer koli v rimski domeni ager. Zakon je določil številne fine razlike, vendar je z ager pomenil predvsem ager publicus, 'javno ozemlje', zemljišče, ki je pripadalo državi, ki je bilo v tistem času predvsem kmetijsko (ager je 'njiva') . 
Ager Veientanus (t. j. Veii) je pokrival celotno regijo med desnim bregom reke Tibere in obalo; to je vsa južna Etrurija. Meja na severozahodu je bila verjetno proti zahodu do Monte Sabatini in jezera Bracciano na severu.  V etruščanskih časih je ager Veiantanus delil podeželje s Silva Ciminia, ostankom starodavnega gozda, ki so se ga Rimljani strahotno bali.
Ager Veiantanus je ostal večinoma kmetijski, dokler po drugi svetovni vojni ni postalo jasno, da se bo mesto Rim razširilo na to območje in ga razvilo kot predmestje. Poleg tega je nov način oranja obračal tla čez meter globoko, kar je uničilo vse površinske dokaze. John Bryan Ward-Perkins, takratni direktor Britanske šole v Rimu, je sprožil projekt raziskave Južne Etrurije (1954–1968), ki je katalogiziral vse vidne starine v ager Veientanus. Objavljen je bilo leta 1968 .
Skoraj 30 let pozneje, leta 1997, je italijanska vlada zaščitila del tega območja in ustvarila regijski naravni park Veio s površino 14.984 hektarjev med Via Kasijo na zahodu, Via Flaminia na vzhodu, Via Campagnanese na severu in Rimom na jugu . V parku so občine Campagnano di Roma, Castelnuovo di Porto, Formello, Magliano Romano, Mazzano Romano, Morlupo, Riano, Sacrofano in Municipio XX mesta Rim